# FC琉球ジンベーニョTV
『インフォマート presents FC琉球ジンベーニョTV』（エフシーりゅうきゅうジンベーニョティービー）は、琉球朝日放送で2025年（令和7年）2月4日から毎週火曜 23:10 - 23:15に放送されるバラエティ番組。ジンベーニョの冠番組。インフォマートによる一社提供番組。

## 概要
FC琉球の公式マスコット「ジンベーニョ」の初の冠番組。ジンベーニョが沖縄県内各地へお手伝いを行い、沖縄弁で助け合いを意味する「ゆいまーる」の輪を広める番組。番組後半には、ジンベーニョとFC琉球の最新情報を発信している。第2回以降は、ジンベーニョとえびちるによるラップユニット「ちるちるにょにょにょ」が対戦相手をラップで紹介する。
冠番組の放送は、2024シーズン最終戦で実施した「3,751(みんな来い)プロジェクト」において、目標としていた3,751人以上の観客動員を達成したことにより、シーズンを通して最も頑張ってくれたジンベーニョへのプレゼントとして決定した。
TVプログラムパートナーとして、株式会社インフォマートが携わっている。

## 出演者
- ジンベーニョ
  - FC琉球所属。年俸はパイナップル6個[2]。
  - ラップユニット「ちるちるにょにょにょ」のメンバー[3][5]。

### その他の出演者
- えびちる
  - 初出演は第2回（ちるちるにょにょにょ #1）。沖縄県出身のラッパー。ジンベーニョとは友達であり、「言葉なしでもジンベーニョの気持ちを理解できる」という[3]。
  - ラップユニット「ちるちるにょにょにょ」のメンバー。番組の後半で、FC琉球の対戦相手をラップで紹介している。
- ふろん太（川崎フロンターレ）
  - 第9回に出演。
- ジェフィ（ジェフユナイテッド千葉）
  - 第9回に出演。
- トッキー（栃木SC）
  - 第9回に出演。
- ヴァン太（ヴァンラーレ八戸）
  - 第9回に出演。
- 小野伸二（元FC琉球）
  - 第9回に出演。
- ゆないくー（鹿児島ユナイテッドFC）
  - 第13回（ちるちるにょにょにょ #12）に登場[6][7]。
- ピーチちゃん
  - 第19回に登場。
  - ナゴパイナップルパークのマスコット。
  - ジンベーニョとは、恋仲にある。
  - 2024年8月31日、明治安田J3リーグ第26節 ガイナーレ鳥取戦（18:00キックオフ／タピック県総ひやごんスタジアム[注 1]）の試合終了直後開催された「#日本一のスタジアム花火」企画にて、ピーチちゃんがジンベーニョをデートに誘って以降、ナゴパイナップルパークでのデートを重ね、密かに愛を育んでいる[8]。
- グルクンマスク
  - 第23回に出演[9]。

#### FC琉球の選手・スタッフ
- 高木大輔
  - FW、背番号89
  - 第4回に出演。
- 佐藤久弥
  - GK、背番号16
  - 第4回に出演。
- 上原慎也
  - FC琉球 クラブコミュニケーター
  - 第12回に出演。
- 小島千明（FC琉球さくら）
  - 第14回に出演。
- 橋本祥子（FC琉球さくら）
  - 第14回に出演。

## 放送日程
2025年

### 2025年
| 回数   | 放送日  | サブタイトル                                                       | 内容                                                                                         | ロケ地                                              | 備考        |
| 第1回  | 2月4日  | サウナでねっぱししゃんのお手伝い                                   | ジンベーニョ、熱波師になる。                                                                 | 琉球温泉 瀬長島ホテル「龍神の湯」（豊見城市瀬長島） |             |
| 第2回  | 2月11日 | ウミカジテラスで癒しのお手伝い                                     | ジンベーニョ、癒しを手伝う。 ちるちるにょにょにょ #1_ザスパ群馬                              | 瀬長島ウミカジテラス（豊見城市瀬長島）              |             |
| 第3回  | 2月18日 | ユニオンスカラおろく店でお手伝い                                   | ジンベーニョ、話題のスーパーへ行く。 ちるちるにょにょにょ #2_FC大阪                          | ユニオンスカラおろく店（那覇市小禄）                |             |
| 第4回  | 2月25日 | パレットくもじ館長に就任！                                         | ジンベーニョ、館長になる。 ちるちるにょにょにょ #3 福島ユナイテッドFC                        | パレットくもじ（那覇市久茂地）                      |             |
| 第5回  | 3月4日  | 東南植物楽園でお手伝い！                                           | ジンベーニョ、ともだちをつくる。                                                             | 美らヤシパークオキナワ・東南植物楽園（沖縄市知花）  | [ 注 2 ]    |
| 第6回  | 3月11日 | JTA PR担当部長に就任！                                             | ジンベーニョ、ぶちょうになる。 ちるちるにょにょにょ #4 カマタマーレ讃岐                      | 日本トランスオーシャン航空（宮古島）                | [ 17 ]      |
| 第7回  | 3月18日 | 沖縄国際文化祭アンバサダーに就任                                   | ジンベーニョ、記者会見に潜入する。 ちるちるにょにょにょ #5 アビスパ福岡                      | 沖縄県庁（那覇市泉崎）                              | [ 注 3 ]    |
| 第8回  | 3月25日 | 東南植物楽園でお友達探し                                           | ちるちるにょにょにょ #7 高知ユナイテッドSC                                                   | 美らヤシパークオキナワ・東南植物楽園（沖縄市知花）  | 第5回の続編 |
| 第9回  | 4月1日  | 集まれマスコット! ハダシバ遊び                                     | ジンベーニョ、おともだちとあそぶ。 ちるちるにょにょにょ #8 SC相模原                          | タピック県総ひやごんスタジアム（沖縄市比屋根）      | [ 注 1 ]    |
| 第10回 | 4月8日  | リゾートホテルでお手伝い！                                         | ジンベーニョ、ベッドメイキングにちょうせん！ ちるちるにょにょにょ #9 AC長野パルセイロ        | ロワジールホテル那覇（那覇市西）                    |             |
| 第11回 | 4月15日 | 雪まつりをプロデュース！                                           | ジンベーニョ、沖縄のおともだちに雪を届ける ちるちるにょにょにょ #10 テゲバジャーロ宮崎       | 沖縄県総合運動公園（沖縄市）                        |             |
| 第12回 | 4月22日 | 沖縄国際文化祭でゆいまーるを叫ぶ！                                 | ジンベーニョ、ゆいまーるを叫ぶ。 ちるちるにょにょにょ #11 ガイナーレ鳥取                     | 国際通り（那覇市）                                  | [ 注 4 ]    |
| 第13回 | 4月29日 | JAおきなわで野菜の収穫体験                                         | ジンベーニョ、野菜を収穫する。 ちるちるにょにょにょ #12 鹿児島ユナイテッドFC                 | JAおきなわ ちゃんぷる〜市場（沖縄市）               |             |
| 第14回 | 5月6日  | スカイウェルネススポーツでジムのお客様のお手伝い！                 | ジンベーニョ、ジムでトレーニングを手伝う                                                     | スカイウェルネススポーツ（那覇市具志）              |             |
| 第15回 | 5月13日 | イオンスタイルひやごんで卵争奪ジャンケン大会！                     | ジンベーニョ、ジャンケン大会をもりあげる ちるちるにょにょにょ #13 ギラヴァンツ北九州         | イオンスタイルひやごん（沖縄市）                    |             |
| 第16回 | 5月20日 | リトルユニバースオキナワで巨大ジンベーニョ 東京を襲来!?            | ジンベーニョ、東京襲来。                                                                     | リトルユニバースオキナワ（豊見城市）                |             |
| 第17回 | 5月27日 | スカイウェルネススポーツで エクササイズにちょうせん！              | ジンベーニョ、エクササイズにちょうせん！ ちるちるにょにょにょ #14 ツエーゲン金沢             | スカイウェルネススポーツ（那覇市具志）              |             |
| 第18回 | 6月3日  | ジンベーニョ ヒレを治しました！ クラウドファンディングのお礼だにょ | ジンベーニョ、クラウドファンディングのお礼をする。 ちるちるにょにょにょ #15 ヴァンラーレ八戸 | 沖縄県総合運動公園陸上競技場（沖縄市比屋根）        |             |
| 第19回 | 6月10日 | ピーチちゃんと再会！ナゴパイナップルパークでお手伝い               | ジンベーニョ、愛をはぐくむ。 ちるちるにょにょにょ #16 松本山雅FC                             | ナゴパイナップルパーク（名護市）                    |             |
| 第20回 | 6月17日 | レジ業務と配達したにょ！セブン-イレブンでお手伝い                  | ジンベーニョ、コンビニ店員になる。 ちるちるにょにょにょ #17 アスルクラロ沼津                 | セブン-イレブン 那覇松山1丁目店（那覇市松山）       | [ 注 5 ]    |
| 第21回 | 6月24日 | 史上初!? マスコットが村船乗船 糸満ハーレーでお手伝い               | ジンベーニョ、糸満ハーレーに参上！ ちるちるにょにょにょ #18 FC岐阜                           | 糸満漁港（糸満市）                                  |             |
| 第22回 | 7月1日  | 石垣島でハチミツアイス作りのお手伝い                               | ジンベーニョ、蜂とおともだちになる。 ちるちるにょにょにょ #19 栃木シティ                     | 石垣島（石垣市）                                    |             |
| 第23回 | 7月8日  | FC琉球筋肉祭にむけて琉球ドラゴンプロレスでトレーニング             | ジンベーニョ、筋肉祭に向けて武者修行！ ちるちるにょにょにょ #20 ガイナーレ鳥取               | 琉球ドラゴンジム（沖縄市）                          |             |
| 第24回 | 7月15日 | GODACで実験のお手伝い                                              | ジンベーニョ、SDGsへの理解を深める。 ちるちるにょにょにょ #21 福島ユナイテッドFC             | GODAC（名護市）                                     |             |

## ネット局と放送時間
| 放送期間       | 放送日時           | 放送局              | 対象地域 | 備考   |
| -------------- | ------------------ | ------------------- | -------- | ------ |
| 2025年2月4日 - | 火曜 23:10 - 23:15 | 琉球朝日放送（QAB） | 沖縄県   | 制作局 |

| 配信開始日      | 配信時間            | 配信サイト | 備考 |
| --------------- | ------------------- | --- | ---- |
| 2025年2月17日 - | 火曜 番組放送終了後 | ジンベーニョTV - Quebee FC琉球OKINAWA / FC RYUKYU OKINAWA【公式】チャンネル - YouTube チャンネル QAB琉球朝日放送 - YouTubeチャンネル |      |

## スタッフ
2025年2月
- ナレーション：MILKY
- 制作協力：CAT'S EYE、aaba
- ディレクター：島尻一（aaba）
- 制作著作：琉球フットボールクラブ株式会社、琉球朝日放送

過去のスタッフ
- 制作協力：リゾーツ琉球（第2回）、野嵩商会（第3回）